# Frédéric III de Goseck
Frédéric III de Goseck (né vers 1065, mort le 5 février 1085 à  Zscheiplitz (de)) est comte de Putelendorf.

## Biographie
Frédéric III est le fils unique du comte palatin de Saxe Frédéric II et de son épouse Hedwige de Bavière.
En 1081, il épouse Adelheid, la fille du comte Lothaire-Udo II de Stade, margrave de la Marche du Nord. En 1085, il est assassiné par Reinhard von Reinstedt et Dietrich et Ulrich von Deutleben, lors d'une  chasse à la Cour de Zscheiplitz an der Unstrut. Les origines des meurtriers sont obscures, mais ils viennent sans doute de la région du Harz du nord, où les Goseck ont aussi des possessions et où des conflits de voisinage sont susceptibles d'être la cause de son assassinat. Comme Frédéric III est mort un an avant son père, c'est son fils et héritier Frédéric IV (de) qui succède à celui-ci en 1088.
Vers 1125, le beau-père de Frédéric IV, Louis le Sauteur comte de Thuringe, qui a épousé la veuve de Frédéric III, est soupçonné de l'avoir tué[Qui ?].[pas clair]